# カリブー (酒)
カリブー(英: Caribou)とは、赤ワインと蒸留酒を混ぜた甘い酒である。

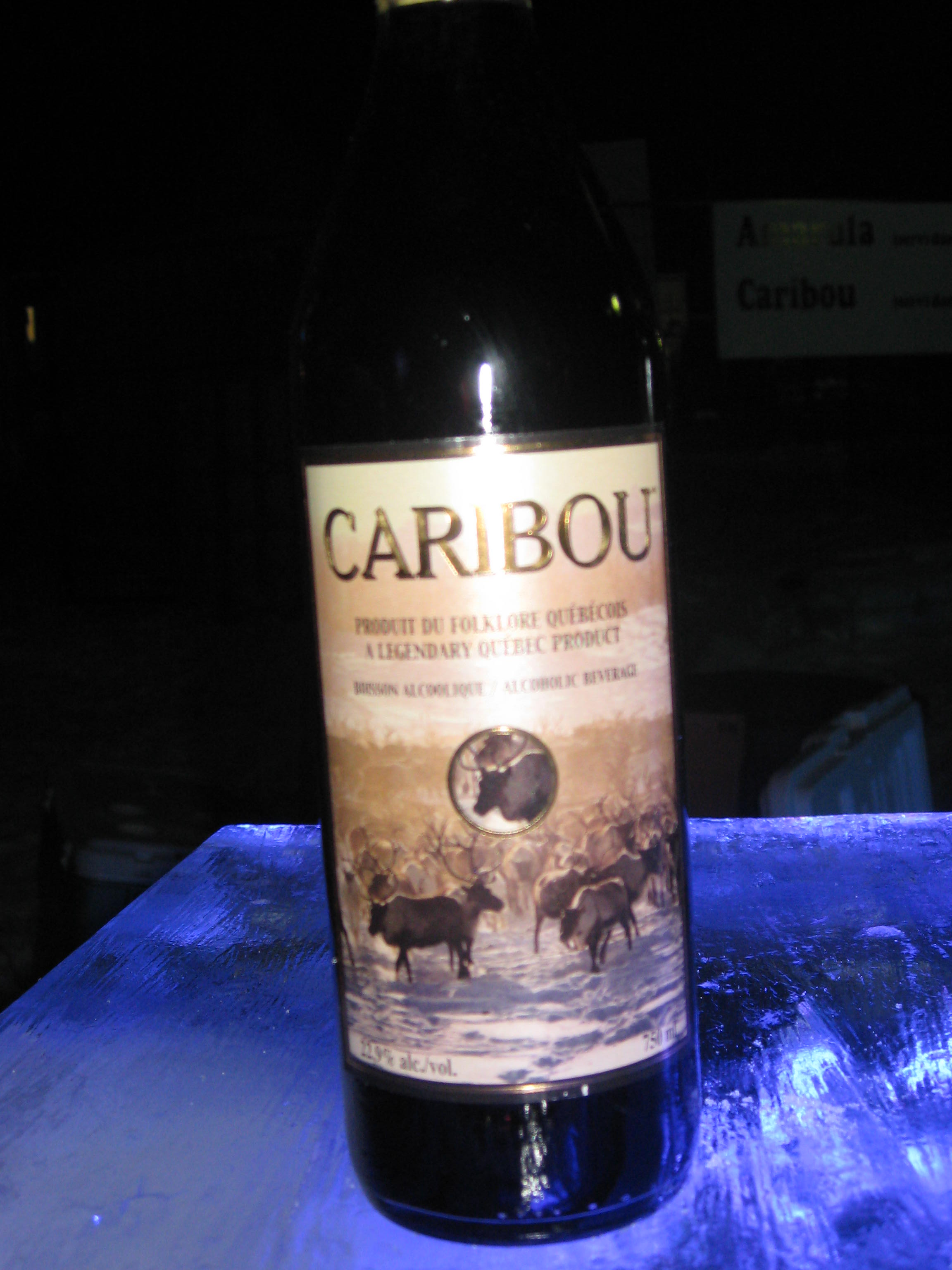
カリブー

## 概要
蒸留酒にはライ・ウイスキーを用いることが多く、赤ワインと蒸留酒の比率は3：1で混ぜ合わされ、メープルシロップや砂糖を入れる。主にフランス系カナダ人によって親しまれる。
温めて飲むことも冷やして飲むことも可能で、柑橘類やシナモンを加えてグリューワインのように楽しんだり、クローブやナツメグによって風味をつけることも一般的である。
ケベック・ウィンター・カーニバルで伝統的に提供されている酒で、近年ではケベックの日の祝杯としても振る舞われる。また、マニトバ州ウィニペグで開かれる祭では氷でできたグラスに注がれて提供される。

## 歴史
カリブーの由来は、植民地時代に猟師などが寒さを凌ぐためにトナカイの血をウイスキーに混ぜたことであるとされる。